# مک‌کلیری (واشینگتن)
مک‌کلیری (به انگلیسی: McCleary) شهری در شهرستان گریز هاربر ایالت واشنگتن است که در سرشماری سال ۲۰۱۰ میلادی، ۱۶۵۳ نفر جمعیت داشته است.